# José Joaquín Pérez Budar
José Joaquín Pérez Budar (Justlahuaca, 16 augustus 1851 - Mexico-Stad, 9 oktober 1931) was een Mexicaans geestelijke. Pérez Budar was patriarch van de door hemzelf opgerichte Mexicaans-Katholieke Kerk.
Pérez Budar was afkomstig uit de staat Oaxaca en steunde in zijn jeugd het plan van La Noria en het plan van Tuxtepec in steun van Porfirio Díaz en werd benoemd tot kolonel. Hij werkte als handelaar en trouwde op 22-jarige leeftijd, doch zijn echtgenote overleed drie maanden na het huwelijk. Pérez Budar besloot vervolgens een priesteropleiding te volgen en werd in 1881 door de bisschop van Veracruz tot priester gewijd. Hij kwam echter vaak in problemen met zowel kerkelijke als civiele autoriteiten, werd meerdere keren gevangengezet na vechtpartijen, werd vrijmetselaar en bevriende Mexicaanse protestanten. Ook raakte hij in contact met Eduardo Sánchez Camacho, bisschop van Tamaulipas die gepoogd had een schismatische kerk op te richten. Hij werd meerdere keren door de Rooms-Katholieke Kerk tijdelijk geschorst en overgeplaatst, en kwam aldus in Ixtapalapa terecht. Tijdens de Mexicaanse Revolutie steunde hij Venustiano Carranza.
Op 21 februari 1925 nam Pérez Budar met een groepje aanhangers de kerk La Soledad in Mexico-Stad in, en proclameerde de oprichting van de Mexicaans-Katholieke Kerk. Pérez Budar stelde een aantal bases op voor zijn kerk die op sommige punten sterk afweken van het rooms-katholicisme. De Mexicaans-Katholieke Kerk zou onafhankelijk van Rome opereren en het gezag van de Mexicaanse overheid erkennen. Gelovigen mochten vrijelijk de Bijbel interpreteren en in de liturgie werd uitsluitend Spaans gebruikt. Het celibaat werd afgeschaft, alle religieuze activiteiten werden volledig gratis, tienden werden vrijwillig en priesters moesten dan ook een andere baan naast hun priesterschap uitoefenen. Wel werd de heiligeenverering in stand gehouden en de onbevlekte ontvangenis van Maria als dogma erkend. De aartsbisschop van Mexico-Stad José Mora y del Río veroordeelde Pérez Budar als ketter en beschouwde zijn kerk als schismatisch. Al snel deed het verhaal de rondte dat Pérez Budar op aansporen van president Plutarco Elías Calles, een atheïst die voortdurende conflicten met de kerk had, en zijn rechterhand Luis N. Morones, leider van de invloedrijke Regionale Confederatie van Mexicaanse Arbeiders (CROM), was overgegaan tot de oprichting van zijn kerk, doch zover is na te gaan waren Calles en Morones niet op de hoogte van Pérez Budars plannen. Wel steunde vooral Morones na de oprichting actief Pérez Budars kerk, in de hoop de Rooms-Katholieke Kerk de wind uit de zeilen te nemen.
De Mexicaans-Katholieke Kerk had aanvankelijk weinig aanhangers, maar dat veranderde toen de Rooms-Katholieke Kerk in 1926 een kerkboycot instelde uit onvrede met Calles' antiklerikale beleid, een conflict dat uiteindelijk zou escaleren tot de Cristero-oorlog. Veel Mexicanen, vooral ongeletterde boeren die zich weinig interesseerden voor theologische discussies, stroomden toe naar de Mexicaans-Katholieke Kerk voor geestelijke steun of sacramenten. Al snel had de kerk enkele tienduizenden aanhangers in het land. Het feit dat Mexicaans-katholieke geestelijken vaak uit dezelfde lagen van de bevolking afkomstig waren als de gelovigen en dat hun diensten gratis waren droegen toe aan hun populariteit. Ook de steun van de Mexicaanse regering, die het toestond kerkgebouwen te gebruiken, droeg bij aan de groei van de kerk.
Nadat de Mexicaanse regering en de Rooms-katholieke kerk in 1929 hun conflict bijlegden begon het aantal aanhangers van de Mexicaans-katholieke kerk af te nemen. Wegens gezondheidsredenen en een teruglopend aantal aanhangers stapte Pérez Budar hetzelfde jaar af en werd opgevolgd door Eduardo Dávila Garza als hoofd van de Mexicaans-Katholieke Kerk, die zich in 1933 tot paus liet kronen. Pérez Budar overleed in 1931, hij kreeg de laatste sacramenten toegediend van een rooms-katholiek geestelijke, maar het is waarschijnlijk dat Pérez Budar al enige dagen buiten bewustzijn was toen dat gebeurde.